# Aarburg (Adelsgeschlecht)

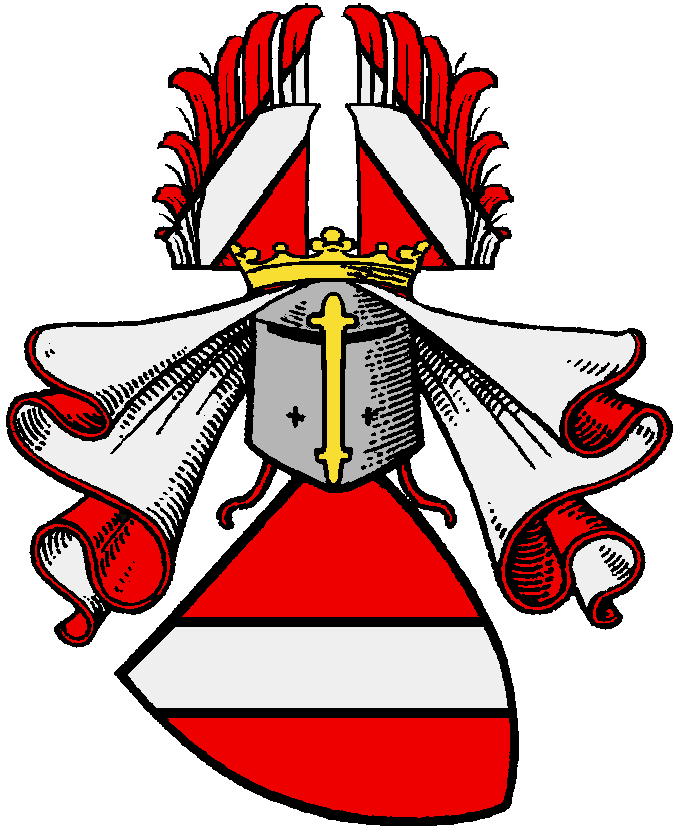
Stammwappen des Adelsgeschlechts Sack

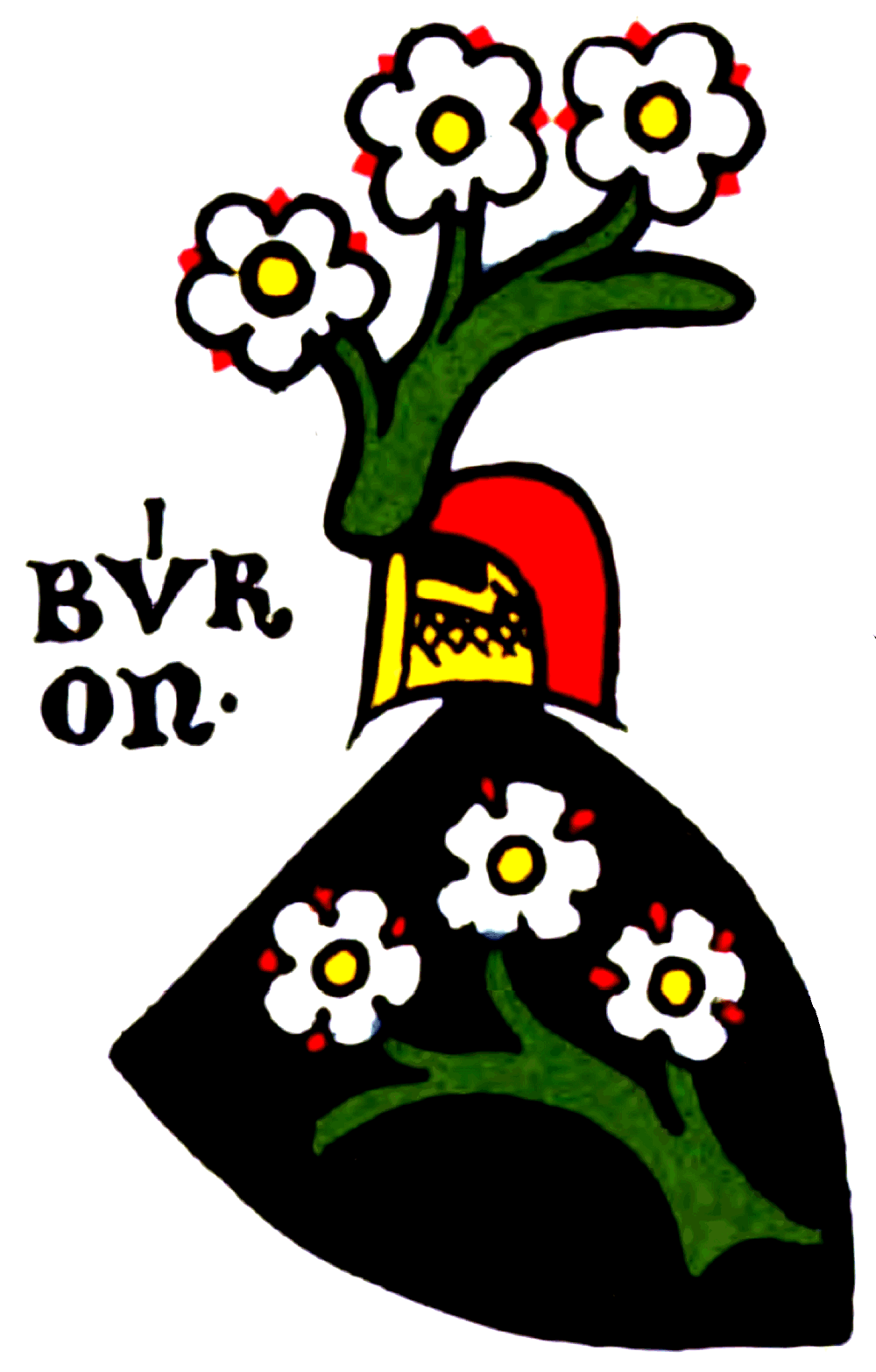
Wappen derer von Büron in der Zürcher Wappenrolle

Das Freiherrengeschlecht derer von Aarburg ist ein Schweizer Geschlecht, das ursprünglich in Büron ansässig war und im 12. Jahrhundert ihren Namen aus bis heute ungeklärten Gründen von von Büron auf von Aarburg wechselte.  Um 1150 bis um 1200 waren sie im Besitz der Burg Aarburg.

## Herkunft
Die ersten schriftlich überlieferten Vertreter des Geschlechts waren Chono von Bürron sowie sein Sohn Luitold von Bürron, dessen Sohn Lüthold von Aarburg 1190 bereits unter dem neuen Familiennamen erwähnt wurde.
Im 12. Jahrhundert besass die Familie die Herrschaft über Büron, ab dem 13. Jahrhundert hatten sie zudem das Lehen des Klosters Trub im Emmental inne. Im 14. Jahrhundert wurde ihnen von den Österreichern die Herrschaft Rued im Aargau sowie das Amt Grüningen anvertraut. In der ersten Hälfte des 14. Jahrhunderts war Rudolf I. von Aarburg das Familienoberhaupt, seine Söhne Rudolf und Lütold teilten sich ab 1357 die Familienherrschaft. Im Laufe des 15. Jahrhunderts erbte die Familie von Aarburg die Simmenegg im Simmental sowie Gutenburg im Oberaargau und das Schloss Maienfeld. 1424 übernahm Thüring von Aarburg das Familienerbe und kaufte 1430 die Herrschaft Schenkenberg zu dem bereits beträchtlichen Vermögen dazu.
Die Freiherren von Aarburg unterstanden bis zum Beginn des 15. Jahrhunderts den Habsburgern, bevor sie sich unter die Obherrschaft Berns stellten.
Das Geschlecht ist gemäß Walther Merz nicht zu verwechseln mit der Ministerialenfamilie von Aarburg.  

## Wappenbeschreibung
Das Wappen zeigt im roten Schild einen silbernen Schrägbalken. Auf dem Helm, mit rot-silbernen Decken, ein roter Flug mit silbernen Schrägbalken.
Hier besteht Wappengleichheit mit den vogtländisch-oberfränkisch-sächsischen Ministerialengeschlechtern Sack.
In der Zürcher Wappenrolle zeigt es dagegen in Schwarz drei weiße Rosen an einem nach rechts geneigten grünen Stiel.